# Gahania perissinottoi
Gahania perissinottoi é uma espécie de cerambicídeo, endêmica da África do Sul

## Etimologia
O epíteto específico — perissinottoi — é uma homenagem a Renzo Perissinotto.

## Taxonomia
Em 2016, Adlbauer descreve a espécie com base em um holótipo fêmea encontrado em Durban (África do Sul).